# بيير بيوريغارد
بيير بيوريغارد (بالإنجليزية: P. G. T. Beauregard)‏ (28 مايو 1818 مقاطعة سانت برنارد الولايات المتحدة - 20 فبراير 1893 نيو أورلينز الولايات المتحدة) هو عسكري أمريكي يحمل رتبة فريق أول، شارك في الحرب الأهلية الأمريكية.

## وصلات خارجية
- بيير بيوريغارد على موقع الموسوعة البريطانية (الإنجليزية)
- بيير بيوريغارد على موقع إن إن دي بي (الإنجليزية)